# Jan van Rijckenborgh

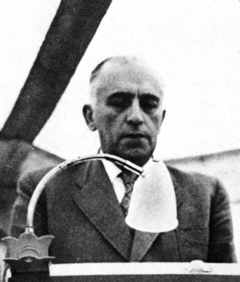
Jan van Ricjkenborgh lors d'une allocution.

Jan van Rijckenborgh (16 octobre 1896-17 juillet 1968) est un rosicrucien néerlandais, fondateur avec Catharose de Petri de l'École de la Rose-Croix d'Or.

## Biographie
Jan Leene, connu sous son pseudonyme de Jan van Rijckenborgh, naquit à Haarlem en 1896. Il grandit dans un milieu protestant sévère dont l'hypocrisie l'éloigna.
Encore jeune, Jan van Rijckenborgh fut fortement influencé par un théologien, le professeur A.H de Hartog (1869-1938). Ce dernier prêchait une « théologie réaliste », et insistait sur une foi raisonnable et un culte raisonnable. Il fut ainsi l'un des fondateurs de l' École Internationale de Philosophie, institut spécialisé dans l'étude comparée des religions et des cultures. Il ouvrit le dialogue avec les responsables du "parti des travailleurs" de l'époque. Par de Hartog, van Rijckenborgh découvrit les œuvres de Jacob Boehme. De Hartog avait une foi en une force originelle se tenant derrière tout ce qui existait, concept emprunté à l'« Ungrund » de Boehme, le non-être. Dans sa trentième année, van Rijckenborgh traduira et éditera Aurora de Boehme.
Sa quête l'avait mis en contact avec le mouvement rosicrucien de Max Heindel, la pensée christocentrique des Rose-Croix, et l'Hermétisme.
L'enseignement ésotérique qui montre la réalité présente derrière l'apparence des choses, la naissance du cosmos, les causes de la "chute", les secrets de l'initiation l'attirent fortement. Sa recherche lui fait également découvrir Paracelse, Comenius, Van Helmont, Robert Fludd, et enfin, les Manifestes de la Rose-Croix...
Jan et son frère, Zwier Willem (Wim) Leene, adhérèrent à la Rosicrucian Fellowship de Max Heindel en 1924, et devinrent les responsables de la branche néerlandaise.
Jan van Rijckenborgh fait d'ailleurs remonter la naissance de ce qui deviendrait plus tard le Lectorium Rosicrucianum, dans sa mission spécifique à une réunion qui eut lieu le 24 août 1924.
Henriette Stok-Huizer (1902-1990), qui prendra plus tard le nom de Catharose de Petri, se joignit aux frères Leene en 1930. En 1938 eut lieu le décès de Wim Leene (né en 1892).
Les querelles de succession consécutives à la mort de Max Heindel (1919) affectèrent le fonctionnement de la Rosicrucian Fellowship, et permirent l'indépendance du centre de Haarlem qui prit le nom de Fondation Max Heindel, jusqu'à la rupture totale et officielle qui eut lieu en 1935.
Jan van Rijckenborgh  découvre en 1936, à Londres, au British Museum, la première édition d'un ouvrage peu connu de Johann Valentin Andreae de 1619, Reipublicae Christianopolitae Descriptio, qu'il fait traduire et imprimer en 1939 sous le nom de Christianopolis, ainsi qu'une édition de la Fama Fraternitatis, de la Confessio Fraternitatis et de Chymische Hochzeit (respectivement l'Appel de la Fraternité de la Rose-Croix, le Témoignage de la Fraternité, Les Noces Chymiques de Christian Rosenkreutz.
Il publiera des commentaires de ces œuvres entre 1937 et 1939. La Seconde Guerre mondiale vit les activités de la "société rosicrucienne" interdites et ses temples détruits. Jan van Rijckenborgh et Catharose de Petri, durant ces années de guerre, en remontant aux sources de la Rose-Croix historique, mirent par écrit ce qui donnera naissance au Lectorium Rosicrucianum en 1945.
Les deux fondateurs rencontrèrent, en France, en 1948, Antonin Gadal (1871-1962), qui fut l'un des instigateurs du renouveau cathare en Occitanie et qui vivait à Ussat-Ornolac dans la région de Montségur.
Jan van Rijckenborgh écrivit : « Christian Rose-Croix est l'une des grandes figures derrière laquelle se tient le Chaine de la Fraternité universelle entière. Chacun peut entrer dans sa Maison, édifiée pour toute l'humanité, la véritable Demeure de l'Esprit-Saint; tel est le message dans toute sa force... Le dernier mot dans ce monde est à Christian-Rose-Croix. »
Avant sa mort en 1968, Jan van Rijckenborgh désigne son fils Henk Leene comme son successeur.

## De la Rose-Croix duXVIIesiècleà nos jours
Dans ses analyses des « Manifestes de la Rose-Croix », qui sont les textes fondateurs du rosicrucianisme, il évoque l'influence déterminante de Uranus (Verseau), Neptune et Pluton dans les bouleversements de notre époque et signale dans d'autres livres l'émergence de nouvelles planètes au sein du système solaire, prélude à des découvertes, mais aussi à des mutations de l'expérience humaine et de la conscience.
Sa réflexion touche tous les domaines spirituels où l'on relève l'influence de la Gnose et comprend 400 publications dont certaines traduites en 15 langues.
Elle embrasse tant la gnose hermétique, que chinoise (commentaires du Tao Te King) que les Évangiles retrouvés à Nag Hammadi, et particulièrement celui de la Pistis sophia, qui firent l'objet de conférences. Ces publications reprennent des extraits de milliers de rituels et d'allocutions transmis au cours de « Services » donnés dans les temples de la Rose-Croix d'Or.

## Œuvres de Jan van Rijckenborgh
Œuvres traduites du néerlandais
- Dei Gloria Intacta. Le mystère d'initiation christique de la Rose-Croix pour l'ère nouvelle (1946), Rozkruis Pers, diffusion Éditions du Septénaire, 1958, 243 p.
- « Démasqué » - ouvrage dont il reste quelques exemplaires et que l'Editeur ne veut pas  rééditer.
- La Gnose Universelle (1950), Éditions du Septénaire.
- Philosophie élémentaire de la Rose-Croix moderne (1950), Éditions du Septénaire.
- Un homme nouveau vient (1953), Éditions du Septénaire.
- La Gnose des temps présents (1955), Éditions du Septénaire.
- La Gnose originelle égyptienne et son appel dans l'éternel présent (1960) (4 volumes), Rose-croix d'or, 1991.
- Le Nycthéméron - Apollonius de Tyane (commentaires) (1968), Éditions du Septénaire.
- La Gnose chinoise (commentaires du Tao Te King) et les Manifestes de la Rose-Croix (1987), Éditions de la Rozekruis Pers, 1992,.
- Le Témoignage de la Fraternité de la Rose-Croix - Confessio Fraternitatis (commentaires), Éditions du Septénaire.
- L'Appel de la Fraternité. Analyse ésotérique de la 'Fama Fraternitatis Rosae Crucis' , Rose-croix d'or, 2001, 361 p..
- Les Noces alchimiques de Christian Rose-Croix (commentaires des 6 premiers jours) (1967-1969), Rose-Croix d'or, 1996, 2 t.
- Le témoignage de la Fraternité de la Rose-Croix, Rose-Croix d'or, 1996.
- Le remède universel, Rozenkruis Pers, diffusion Ed. du Septénaire, 2010, 56 p.